# Torre de Breogán

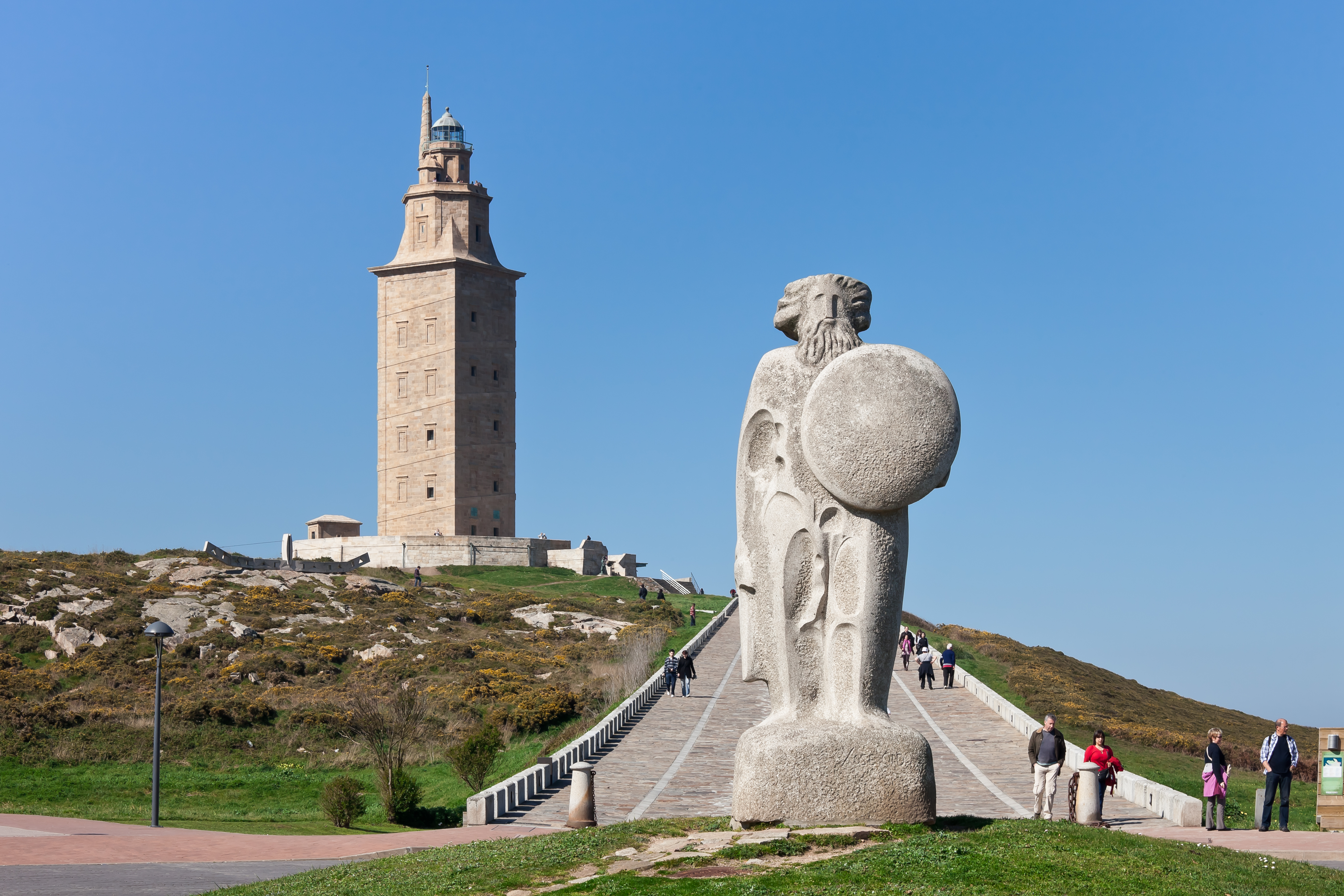
La Torre de Hércules junto a la estatua del rey Breogán.

Según el Libro de las invasiones irlandesas, la Torre de Breogán fue construida por el caudillo homónimo del pueblo Milesiano cuando este ocupó la región Ibérica, donde hoy se encuentran las regiones de Trás-os-Montes (en Portugal) y Galicia (en España). Las mismas fuentes apuntan la localización de la torre en la ciudad de Brigantia (actual La Coruña, en el noroeste de España). Otros autores localizan la torre en la región portuguesa de Trás-os-Montes.
Cuenta el Libro de las Invasiones que desde lo alto de esta torre Ith, hijo de Breogán y, según algunos autores, tío de Míl Espáine, habría avistado por primera vez la verde costa Irlandesa, lo llevó al Pueblo de Mil a partir en busca de aquellas tierras en lo que terminó siendo la conquista de Irlanda, anteriormente gobernada por el pueblo mítico de los Tuatha Dé Danann, por parte de los Milesianos.
Hay investigadores que sostienen que la Torre de Hércules, monumento histórico de gran importancia localizado en La Coruña, fuese la Torre de Breogán, o que fuese construida posteriormente en el mismo lugar de esta.